# Khampheng Sayavutthi
Khampheng Sayavutthi (* 19. Juli 1986 in Vientiane) ist ein ehemaliger laotischer Fußballspieler.

## Karriere

### Verein
Khampheng Sayavutthi stand bis Ende 2010 beim Yotha FC in der laotischen Hauptstadt Vientiane unter Vertrag. 2011 wechselte er nach Thailand. Hier unterschrieb er einen Vertrag beim Khon Kaen FC. Der Verein aus Khon Kaen spielte in der ersten Liga des Landes, der Thai Premier League. Am Ende der Saison musste er mit dem Verein in die zweite Liga absteigen. Hier spielte er noch bis Mitte 2013. Im Juli 2013 wechselte er zum Angthong FC. Der Verein aus Angthong spielte in der dritten Liga, der damaligen Regional League Division 2. Hier trat man in der Central/Eastern Region an. Mit Angthong wurde er am Ende der Saison Meister der Region und stieg anschließend in die zweite Liga auf. 2015 kehrte er in seine Heimat zurück. Hier wurde er vom Erstligisten Lanexang United FC aus Vientiane unter Vertrag genommen. Nachdem der Verein Ende 2016 wegen Spielmanipulation gesperrt wurde, ging er Mitte 2017 wieder nach Thailand. Hier spielte er bis Jahresende für den Drittligisten Bangkok University Deffo FC. Mit dem Verein aus Bangkok spielte er in der dritten Liga, der Thai League 3. Hier trat man in der Lower Region an. Nach der Saison wurde sein Vertrag nicht verlängert.
2020 wurde Khampheng Sayavutthi von der Asian Football Confederation wegen Spielmanipulation lebenslang gesperrt.

### Nationalmannschaft
Khampheng Sayavutthi spielte von 2010 bis 2017 49-mal in der Nationalmannschaft von Laos.

## Erfolge
Angthong FC
- Regional League Division 2 – Central/East: 2013  ▲